# جون فايفر
جون فايفر (بالإنجليزية: John Pfeiffer)‏ هو ملحن ومنتج أسطوانات أمريكي، ولد في 1920، وتوفي في 1996 بسبب نوبة قلبية.

## وصلات خارجية
- جون فايفر على موقع IMDb (الإنجليزية)
- جون فايفر على موقع ميوزك برينز (الإنجليزية)
- جون فايفر على موقع ديسكوغز (الإنجليزية)